# Lekkoatletyka na Światowych Wojskowych Igrzyskach Sportowych 2011 – skok o tyczce mężczyzn
Skok o tyczce mężczyzn – jedna z lekkoatletycznych konkurencji biegowych rozegranych w dniu 23 lipca 2011 roku podczas 5. Światowych Wojskowych Igrzyskach Sportowych na stadionie Estádio Engenhão w Rio de Janeiro. Polscy tyczkarze: Paweł Wojciechowski zdobył złoty, a Łukasz Michalski srebrny medal igrzysk wojskowych.

## Terminarz
| Data          | Godzina (UTC-03:00) | Wydarzenie |
| ------------- | ------------------- | ---------- |
| 23 lipca 2011 | 09:00               | Finał      |

## Rekordy
Tabela prezentuje rekord świata, a także rekord Igrzysk wojskowych (CSIM) przed rozpoczęciem mistrzostw.
|                                   | Zawodnik      | Wynik | Miejsce   | Data                  |
| --------------------------------- | ------------- | ----- | --------- | --------------------- |
| Rekord świata                     | Serhij Bubka  | 6,14  | Sestriere | 31 lipca 1994(dts)    |
| Rekord Igrzyska wojskowych (CSIM) | Jean Galfione | 5,70  | Rzym      | 23 sierpnia 1995(dts) |

## Medaliści
| Złoto                        | Srebro                    | Brąz                      |
| Paweł Wojciechowski · Polska | Łukasz Michalski · Polska | Fábio da Silva · Brazylia |

## Finał
| Pozycja | Zawodnik            | Państwo           | 4,80 | 5,00 | 5,10 | 5,20 | 5,30 | 5,40 | 5,50 | 5,60 | 5,65 | 5,70 | 5,81 |     | 5,91 Wynik | Uwagi |
| ------- | ------------------- | ----------------- | ---- | ---- | ---- | ---- | ---- | ---- | ---- | ---- | ---- | ---- | ---- | --- | ---------- | ----- |
| 01 !    | Paweł Wojciechowski | Polska            | –    | –    | –    | o    | –    | o    | o    | o    | –    | xxo  | xo   | xxx | 5,81       |       |
| 02 !    | Łukasz Michalski    | Polska            | –    | –    | –    | o    | –    | o    | o    | o    | o    | xxx  |      |     | 5,65       |       |
| 03 !    | Fábio da Silva      | Brazylia          | –    | –    | –    | –    | xo   | o    | o    | xo   | –    | xxx  |      |     | 5,60       |       |
| 4       | Sergio D’Orio       | Włochy            | o    | xo   | xo   | o    | xxx  |      |      |      |      |      |      |     | 5,20       |       |
| 5       | Giorgio Piantella   | Włochy            | xx-  | o    | x-   | xo   | xx-  | x    |      |      |      |      |      |     | 5,20       |       |
| 6       | Nicholas Frawley    | Stany Zjednoczone | –    | –    | xo   | xxx  |      |      |      |      |      |      |      |     | 5,10       |       |
| 7       | Denis Goossens      | Belgia            | o    | o    | xxx  |      |      |      |      |      |      |      |      |     | 5,00       |       |
| 7       | Yunlei Rong         | Chiny             | o    | o    | xxx  |      |      |      |      |      |      |      |      |     | 5,00       |       |
| -       | Mouhcine Cheaouri   | Maroko            | xxo  | xxx  |      |      |      |      |      |      |      |      |      |     | 4,80       |       |
| -       | Olivier Frey        | Szwajcaria        | xxx  |      |      |      |      |      |      |      |      |      |      |     | NM         |       |
| -       | Patrick Schutz      | Szwajcaria        | –    |      |      |      |      |      |      |      |      |      |      |     | DNS        |       |